# Crichtonpelta
Crichtonpelta benxiensis is een plantenetende dinosauriër, behorend tot de Ankylosauria, die tijdens het vroege Krijt leefde in het gebied van het huidige China.

## Vondst en naamgeving
In 2007 benoemden en beschreven Lü Junchang, Ji Qiang, Gao Yubo en Li Zhixin een tweede soort van Crichtonsaurus: Crichtonsaurus benxiensis. De soortaanduiding verwijst naar het Benxi Geological Museum.
Het holotype, BXGMV0012, bestaat uit een complete schedel gevonden bij Beipiao in de Sunjiawanformatie die vermoedelijk dateert uit het Albien. Daarnaast is toegewezen specimen BXGMV0012-1, een skelet zonder schedel, gevonden in dezelfde groeve. Verder wordt er een compleet skelet met schedel tentoongesteld, verwarrend genoeg onder de naam Crichtonsaurus bohlini, in het Sihetun Fossil Museum.
Aangezien Crichtonsaurus een nomen dubium bleek te zijn, suggereerde Arbour in 2014 voor de tweede soort de eigen geslachtsnaam Crichtonpelta. De geslachtsnaam verbindt de naam van Michael Crichton, de schrijver van Jurassic Park, met een Oudgrieks πέλτη, peltè, "klein schild", een gebruikelijk element in de namen van ankylosauriërs wegens hun pantsering. Dit bleef voorlopig een ongeldige nomen ex dissertatione maar werd in 2015 alsnog door haar en Philip Currie geldig benoemd. De typesoort is Crichtonsaurus benxiensis; de combinatio nova is Crichtonpelta benxiensis.
Arbour besteedde veel aandacht aan het probleem of al het materiaal van Crichtonsaurus en Crichtonpelta, afgezien van de naamgevingsformaliteiten, in feite niet één taxon vertegenwoordigt. Ze vond echter duidelijke verschillen in het opperarmbeen en het schouderblad tussen BXGMV0012-1 en LPM 101, een specimen dat aan Crichtonsaurus bohlini toegewezen was.
In 2017 werd een vierde specimen beschreven, G20090034, een schedel zonder snuit die in dezelfde groeve als het holotype gevonden was.

## Beschrijving

### Grootte en onderscheidende kenmerken
Crichtonpelta is een vrij kleine soort, iets groter dan Crichtonsaurus. De lichaamslengte bedroeg een kleine vier meter, het gewicht ruim een halve ton.
Arbour stelde enkele onderscheidende kenmerken vast. Een autapomorfie, unieke afgeleide eigenschap, is het naar boven gericht zijn van de jukbeenhoorn wat verder bij geen enkel lid van de Ankylosauridae voorkomt. Daarnaast is er een unieke combinatie van op zich niet unieke kenmerken. Het pantser op de snuit vormt een ruwe laag, zonder gescheiden koptegels. Het jukbeen is hoger dan bij Pinacosaurus. De kop heeft niet de insnoering bij de traanbeenderen die Pinacosaurus grangeri wel bezit. De hoorns op het squamosum zijn korter dan bij Pinacosaurus mephistocephalus. Deze hoorns zijn echter langer en meer gepunt dan bij Gobisaurus of Shamosaurus. De punt van de jukbeenhoorn ligt op de achterrand. De dwarskam boven het achterhoofd heeft twee uitstekende punten.
In 2017 werden hier nog twee kenmerken aan toegevoegd. Het gedeelte van het schedeldak gevormd door de voorhoofdsbeenderen en wandbeenderen is niet vlak en heeft aan iedere zijde een centrale inzinking. De voorste en achterste supraorbitalia boven de oogkas vormen een doorlopende richel zonder aparte punten.

### Skelet

#### Schedel
De schedel van Crichtonpelta is ruim een dertig centimeter lang. In bovenaanzicht is het profiel driehoekig met een brede rechterachterrand, maar weinig korter dan de lengte, en een vrij spitse snuitpunt. Lü beschreef in 2007 de neusgaten als naar voren wijzend, maar Arbour stelde dat dit een vergissing was, gebaseerd op beschadigingen en dat de neusopening in feite zijwaarts gericht was, net als bij verwante soorten. Lü meldde ook dat in de onderkant een uitholling in de praemaxilla zichtbaar was doch dit kon al evenmin door Arbour bevestigd worden die erop wees dat zulke openingen zich voor de neusholte plegen te bevinden. Wel heeft Crichtonpelta de bij ankylosauriden gebruikelijke ingewikkeld gebogen gepaarde luchtgangen in de neusbeenderen. Of onder het voorhoofdsbeen een boekrolvormig turbinale hing, is niet waarneembaar.
De bovenkant van de snuit heeft een onregelmatig ruw oppervlak. De achterkant van de schedel, de zone van de wandbeenderen, is in wezen niet anders van structuur. Aan de binnenkant en iets schuin achter de oogkas heeft het schedeldak per zijde twee ondiepe uithollingen; bij de meeste verwanten is de hele achterkant een grote depressie. Boven iedere oogkas bevinden zich drie afgeronde bollende supraorbitalia, waarvan de buitenste een doorlopende bovenrand vormen. In zijaanzicht overhangt de achterrand van het schedeldak het achterhoofd. De rand heeft twee, overdwars zeer brede, uitsteeksels. Op de hoeken van de schedel staan piramidevormige hoorns op de squamosa; die zijn relatief klein. De onderrand van de oogkas bestaat uit het jukbeen. Daarachter ligt het quadratojugale. De hoorn daarvan strekt zich niet sterk zijwaarts uit. Hij draait naar achteren en naar boven, zodanig dat de korte punt ook daarheen gericht wordt en een rechte horizontale onderrand ontstaat. Tussen deze wanghoorn en de squamosale hoorns bevinden zich geen pantserplaatjes op de zijwand van de schedel. Het naar achter hellende quadratum wordt niet zo sterk door het quadratojugale overlapt als bij Zaraapelta. Het is vergroeid met de processus paroccipitalis, het quadratotjugale en het pterygoïde. De gewrichtsknobbels lijken vrij klein te zijn geweest.
Het verhemelte van het holotype is zwaarbeschadigd. Wel is te zien dat het pterygoïde een vleugel heeft richting quadratum die dat been overlapt. De ploegschaarbeenderen hebben de gebruikelijke dunne langgerekte vorm.
Het centrale bovenste element van het achterhoofd, het supraoccipitale, is bovenaan met de wandbeenderen vergroeid en vormt onderaan de bovenrand van het achterhoofdsgat. Schuin boven dat foramen magnum toont het twee gepaarde lage bulten. De zijranden van het achterhoofdsgat bestaan uit de exoccipitalia die weer met de zijwanden van de hersenpan, achteraan gevormd door de opisthotica, samenvloeien om de processus paroccipitales te vormen, de uitsteeksels waaraan de musculi longissimi capitis superficiales gehecht zijn de spieren die de kop heen en weer bewegen. Net als bij Saichania en Zaraapelta, steken deze structuren in feite niet echt uit omdat de punt vergroeid is met het quadratum. Bovenaan is de basis van processus paroccipitalis vergroeid met het wandbeen in een opvallende richel.
De achterhoofdsknobbel is niervormig en wordt volledig gevormd door het centrale basiocciptale — een afgeleid kenmerk — dat zich verder naar onderen voortzet als de achterste bodem van de hersenpan. De voorste bodem — van de achterste gescheiden door een ruwe dwarsrichel — bestaat uit het basisfenoïde op de onderkant waarvan zich een scherp gemarkeerde ronde uitholling bevindt net als bij Saichania. De afhangende processus basipterygoidei lijken de achterkanten van de pterygoïden in feite niet geraakt te hebben.
Op de zijwand van de hersenpan loopt het opisthoticum naar voren naadloos over in het prooticum. Daarvoor ligt het laterosfenoïde dat bijdraagt aan het beenplateau achter de oogkas dat sterk ontwikkeld is gelijk bij Euoplocephalus maar anders dan bij Zaraapelta. Het orbitosfenoïde vormt de verbinding tussen de zijwand van de hersenpan en de binnenwand van de oogkas; het parasfenoïde vormt de onderste voorwand van de hersenpan en het beenschot tussen de oogkassen. Een verbeend ectethmoïde draagt bij aan de voorste oogkas en scheidt deze van de reuklob van de hersenen.

#### Postcrania
De postcrania, delen achter de schedel, van BXGMV0012-1 en het museumexemplaar van Sihetun tonen weinig eigenaardigheden. In de wervelkolom staan de zijuitsteeksels van de ruggenwervels schuin omhoog onder een hoek van 50°. Lü dacht dat de voorste staartwervels van Crichtonsaurus, vertegenwoordigd door LPM 101, en C. benxiensis duidelijk verschillen maar Arbour kon geen verschil ontdekken, noch tussen die soorten onderling noch met andere ankylosauriden. Het museumexemplaar toont een staartknots maar het werd Arbour niet duidelijk of deze authentiek was; evenmin is het zeker dat het staartuiteinde verstijfd was tot een "hendel". Verder zijn bij dit exemplaar de osteodermen van het rugpantser ten onrechte gekanteld opgesteld, zodat ze op hoge verticale platen lijken.
In de schoudergordel begint de opening voor de nervus supracoracoideus in het ravenbeksbeen en eindigt in het schouderblad. Arbour stelde vast dat het schouderblad van Crichtonpelta zich sterk van dat van LPM 101 onderscheidt door het bezit van een forse rechthoekig zijwaarts uitstekende processus acromialis op de onderste voorrand.
Arbour merkte op dat de opperarmbeenderen van Crichtonpelta en LPM 101 duidelijk verschilden: bij de eerste loopt de deltopectorale kam veel verder naar beneden door, 46,7% van de schachtlengte beslaand. De buitenrand van de kam is daarbij rechter bij Crichtonpelta, hoewel Arbour het verschil gering vond, niet meer dan verklaard kon worden uit individuele variatie. De bovenrand van het opperarmbeen heeft een lengte gelijk aan 67% van de schachtlengte. De bovenkant is zo 43% breder dan de onderkant. Het bovenste gewrichtsvlak van de ellepijp heeft, over het schuin lopende profiel gemeten, 70% van de lengte van de schacht.
Lü dacht ook dat er relevante verschillen zaten tussen de dijbeenderen van Crichtonsaurus (LPM 101) en C. benxiensis maar opnieuw zag Arbour daarin niets wat bij willekeurig welke andere ankylosauride uit de toon zou vallen.

## Fylogenie
Crichtonpelta is in de Ankylosaurinae geplaatst. Volgens een kladistische analyse was het de meest basale bekende soort van die groep; in dat geval is het ook de oudst bekende ankylosaurine. Deze resultaten werden bevestigd door de studie uit 2017.